# El Bajío, Zapotlanejo
El Bajío är en ort i Mexiko.   Den ligger i kommunen Zapotlanejo och delstaten Jalisco, i den centrala delen av landet, 400 km väster om huvudstaden Mexico City. El Bajío ligger 1 597 meter över havet och antalet invånare är 126.
Terrängen runt El Bajío är kuperad åt nordost, men åt sydväst är den platt. Runt El Bajío är det ganska tätbefolkat, med 96 invånare per kvadratkilometer. Närmaste större samhälle är Tonalá, 18,0 km väster om El Bajío. I omgivningarna runt El Bajío växer huvudsakligen savannskog.